# Forstæder i Danmark (før 1970)
 For alternative betydninger, se Forstæder i Danmark. (Se også artikler, som begynder med Forstæder i Danmark)
En forstad betegnede i Danmark indtil Kommunalreformen 1970 en bydel, der udgjorde en del af en købstads samlede byområde men lå uden for købstadens administrative grænser. En større købstad med dens forstæder udgjorde således i geografisk og statistisk henseende et samlet byområde.
Selv om forstæder i Danmark også kendes tidligere var det først ved industrialiseringen fra midten af 1800-tallet, at forstæder begyndte at vokse frem for alvor. I begyndelsen forsøgte man sig med indlemmelser, men da proceduren herfor var vanskelig og fremgangsmåden snart viste sig mislykket, begyndte man i statistisk henseende at registrere forstæder for derved at få byernes samlede indbyggertal.
De fleste forstæder i større danske byer har oprindeligt været små selvstændige byer, der med tiden er vokset sammen med en større by. Derfor er en forstad gerne kendetegnet ved at have sit eget centrum, forretningsliv med videre.
En forstad adskiller sig fra en satellitby og en soveby ved, at disse sidstnævnte ikke er sammenvoksede med købstaden.
Ved kommunalreformen 1970 blev de fleste forstæder sluttet sammen med den købstad, de var knyttet til. Forstadsbegrebet anvendtes herefter kun om de kommuner, der lå i hovedstadsområdet for at tilkendegive deres sammenvoksning med København. Under hensyntagen til, at mange gamle forstæder fortsat udgør mere eller mindre velafgrænsede bebyggelser, vil det siden 1970 være mere rimeligt at tale om bydele snarere end om forstæder i traditionel forstand.

## Baggrund
Baggrunden for forstædernes opkomst må søges i to forhold: den politisk-administrative inddeling af landet, der havde sin oprindelse i tidligste middelalder, og de ganske nye forudsætninger for den samfundsmæssige udvikling, der indtrådte fra omkring midten af det 19. århundrede.
De territoriale grænser for købstæderne var i ældre tid afstukkede på grundlag af ejendomsforhold og kongelige privilegier, der havde deres oprindelse i middelalderen, under renæssancen eller under den tidlige enevælde. Sognekommunerne havde deres oprindelse i forhold, der stod i forbindelse med den kirkelige inddeling af landet. Det var således de gamle præstekald, der kom til at danne grundlag for forvaltningen af de tidligste kommunale ansvarsområder, først ved Reglementet af 5. juli 1803, der lod området for et præstekald udgøre et fattigdistrikt, dernæst ved den kongelige Anordning af 29. april 1813, der henlagde skolevæsenet til en såkaldt skolekommission for hvert præstekald, og endelig ved Anordningen af 13. august 1841, der skabte sogneforstanderskaberne til at styre de kommunale anliggender inden for de samme grænser. Helt frem til midten af 1800-tallet spillede de sognekommunale grænser imidlertid en mindre rolle, idet forholdene fra kommune til kommune var næsten ens, mens omvendt grænsen mellem landdistrikter og købstæder var skarp, fastsat som den var ved retslige og naturgivne forhold og ved et næringsliv, der nærmest var stillestående og derfor kun gav anledning til få brydninger. Som helhed gjaldt det, at stabiliteten i forholdet mellem land- og bybefolkning i første halvdel af det 19. århundrede ikke førte til større brydninger mellem kommunerne indbyrdes. Næringslivet var stedligt bundet, og større vandringer fra egn til egn eller fra landsdel til landsdel forekom ikke, eller de mere eller mindre ophævede hinanden.
Fra omkring midten af 1800-tallet skete der imidlertid et begyndende opbrud i næringslivet, idet håndværk og handel som købstædernes bærende næringsveje i stigende grad blev først suppleret med, siden overgået af industriel udvikling. Arbejdsdelingen begyndte at tage fart, stordrift at vinde frem. Nok så vigtigt indebar tidens nye samfærdselsmidler, især jernbanernes fremvækst, at rammerne for et stillestående, lukket samfund blev sprængt. I takt hermed skete voksende forskydninger i befolkningens fordeling, ikke mindst i form af afvandringer fra landdistrikter til købstæder. Dette bevirkede, at kommunegrænserne nu fik større betydning end tidligere. Det var nu ikke mere nødvendigt at bo i umiddelbar nærhed af arbejdspladsen, og følgen blev større valgfrihed i så henseende. Dermed indtrådte en ny tingenes tilstand, hvor de nye erhvervsøkonomiske enheder ikke mere kunne siges at være sammenfaldende med de gamle administrative enheder, og med den forstørrede målestok for de sociale strukturer, som større bysamfund altid har udvist, indebar dette atter, at der nu opstod omfattende og åbenlyse uligheder i de offentlige byrder på de to sider af en kommunegrænse, endda så store, at denne ulighed "mange Steder bliver utålelig".
Hvad, der skete, kan sammenfattes i to træk:
1. den bebyggelsesmæssige helhed overskred i stigende grad de politisk-administrative grænser;
2. der indtrådte en social skævdeling af storbyens indbyggeres bosættelsesmønster.

Det skulle blive en hovedopgave for de følgende henved hundrede år at finde egnede løsninger på begge disse forhold.

## Forstadsbegrebet i statistisk sammenhæng

### Folketællingen 1906
Definitionen af forstæder kan føres tilbage til Danmarks Statistik, der som den første tog stilling til spørgsmålet. Dette skete så tidligt som i forbindelse med offentliggørelsen af folketællingen 1906. I den ledsagende redegørelse hedder det:
”Da en stor Del af Gentofte Kommune (Hellerup, Gentofte og Ordrup Sogne) delvis er sammenbygget med København, og da Befolkningsforøgelsen i disse Sogne i ikke ringe Grad skyldes Tilflytning fra Hovedstaden, ligger det nær at spørge, hvor stor en Del af Befolkningen der rummes i Hovedstaden, naar Gentofte Kommune medregnes som en Art Forstad til København”.
Der er første gang, at ordet ”forstad” optræder i forbindelse med folketællinger. Af sammenhængen ses, at der er tale om bebyggelser i en sognekommune der er mere eller mindre sammenbygget med købstadsbebyggelse. Alligevel fandtes Gentoftes bymæssige bebyggelser også nævnt under “stationsbyer o.lign.” samtidig med, at opgørelsen over ”Hovedstaden med forstæder” medtog hele Frederiksberg og hele Gentofte, herunder landområderne. Der savnedes således en fast fremgangsmåde ved opgørelsen. Først ved folketællingen i 1916 udskiltes forstæder i en egen oversigt.

### Folketællingen 1911
Ved den næste folketælling i 1911 havde begrebet “forstad” derimod en fastlagt betydning: “En stor Del af de bymæssige Bebyggelser i Landkommunerne er at betragte som Forstæder til Købstæder, med hvilke de delvis er sammenbyggede”. Således afgrænset blev i alt 47 forstæder udskilt.

### Folketællingen 1916 og 1921
Denne synsmåde fastholdt Danmarks Statistik ved folketællingen 1916 med følgende tilføjelse: “… for mange Byer har Grænserne været for snævre: de er voksede ud i Nabokommunerne og disse kommer da til mellem deres Beboere at tælle mange, som økonomisk set er knyttet til en anden Kommune, og hvis daglige Arbejde fører dem ud over Hjemsteds-Kommunens Grænser”. Ved folketællingen 1921 bemærkede man, at det er “Hensynet til at faa den økonomiske samhørende Befolkning konstateret, der fører med sig, at By og Forstadsbebyggelse maa betragtes under eet, men hertil kommer, at man alene paa denne Maade har Mulighed for fra Tælling til Tælling at kunne belyse Bysamfundenes Vækst. Holder man sig udelukkende til den administrative Deling, vil Byernes Tilvækst komme til at foregaa i Spring, idet fra Tid til anden Forstadsbebyggelser indlemmes i Byerne, og det drejer sig ofte om ret store Folkemængder, der saaledes statistisk og administrativt fra Landbefolkning bliver Bybefolkning”.

### Folketællingen 1925, 1930 og 1935
Ved de næste folketællinger gives forstadsspørgsmålet ikke megen omtale: “Art og Karakter er givet med Navnet: det er Omraader, der grænser op til Byerne, og som optager den Del af disses erhvervsdrivende eller arbejdende Befolkning, som enten ikke kan finde Plads inden for Byens Grænser, eller som af økonomiske eller mere personlige Grunde ikke ønsker at bo indenfor disse. Fænomenet ”Forstæder” er naturligvis i og for sig ikke af ny Dato: de har altid eksisteret, fordi Byerne vokser, og deres Skæbne vil med Tiden blive den at blive “opslugt” af Byen”, hedder det nogenlunde ensartet fra tælling til tælling, idet det tilføjes, at det i nogle tilfælde “… har vist sig nødvendigt at medtage hele Sogne som Forstæder, da en Deling i Omraader af bymæssig og ikke bymæssig Karakter var praktisk uigennemførlig, skønt Bebyggelsen i og for sig var spredt”. Fra og med folketællingen 1935 blev udskilt 11 kommuner i deres helhed i Københavns omegn som forstæder til hovedstaden og i alt 24 forstadskommuner i tilknytning til provinsbyer.

### Folketællingen 1940, 1945 og 1950
Ved folketællingerne for 1940 og 1945 nævnes forstadsspørgsmålet praktisk talt ikke. Derimod blev forstadsspørgsmålet ved folketællingen for 1950 optaget til fornyet vurdering. Især søgte man at skabe ensartede retningslinjer for deres fastlæggelse: “Som kriterium for en forstadsbebyggelse er opstillet kravet om, at bebyggelsen skal have bymæssig karakter og danne en direkte fortsættelse af bebyggelsen i den tilgrænsende købstad; men alle saadanne bebyggelser betragtes som forstæder uanset indbyggertallets størrelse.
Af større ændringer som følge af den foretagne revision kan nævnes, at af Tikøb kommune, som ved de tidligere tællinger er blevet regnet som forstad til Helsingør, er ved tællingen i 1950 kun Espergærde og Snekkersten stationsbyer blevet regnet som forstæder, idet kun disse to bebyggelser kan siges at danne en direkte fortsættelse af bebyggelsen i Helsingør; Hornbæk, Hellebæk og Kvistgaard stationsbyer er regnet som bymæssige bebyggelser, medens resten af kommunen er betragtet som rent land. Birkerød og Hørsholm kommuner er tidligere regnet som forstæder til hovedstaden, idet man regnede med, at hovedparten af disse kommuners indbyggere forholdsvis hurtigt erhvervsmæssigt set ville blive knyttet til hovedstaden; udviklingen har imidlertid vist, at de fleste af beboerne stadig har deres erhverv i selve kommunen, hvorfor man i 1950 har overført begge disse kommuner til bymæssige bebyggelser. Ud fra lignende betragtninger har man af Holme-Tranbjerg kommune, der ved tidligere tællinger er blevet regnet som forstadskommune til Aarhus, udskilt Holme og Skaade sogne som forstadsbebyggelser, og Tranbjerg stationsby som bymæssig bebyggelse, medens resten af kommunen er blevet betragtet som rent land. I Lumby kommune er ligeledes foretaget en ændring af den tidligere afgrænsning; en stor del af Anderup by, der tidligere blev regnet som bymæssig, må efter de nu anvendte kriterier betragtes som rent land, ligesom Stige havneby ikke længere regnes som forstadsbebyggelse, men er overført til bymæssig bebyggelse. Af Hover kommune, der tidligere blev regnet i hele sin udstrækning som forstadsbebyggelse til Vejle, er udskilt: Frederikshøj, Grejsdalen, Trædballe og Uhrhøj som forstadsbebyggelse, medens resten af kommunen er overført til rent land”.

### Folketællingen 1955, 1960 og 1965
Denne synsmåde fastholdt Danmarks Statistik ved folketællingen 1955, men fra og med folketællingen 1960 frafaldt man kravet om “bymæssig” fremtoning efter et nordisk chefstatistikermøde, hvor man enedes om en fællesnordisk synsmåde, hvorefter en forstad er en bebyggelse, der er sammenhængende med bebyggelsen i en tilstødende købstadskommune uanset forstadens indbyggertal.

### Folketællingen 1970 og senere
Kommunalreformen 1970 ophævede skellet mellem købstads- og sognekommuner ved sammenlægning i nye storkommuner. Dermed bortfaldt forstadsbegrebet i dettes statistiske betydning, bortset fra i hovedstadsområdet.

### Det bebyggelsesgeografiske perspektiv
Ser man på de undersøgelser, der er lavet i tidens løb, har de fleste forfattere godtaget den af Danmarks Statistik anvendte retningslinjer. Dog har geografen Aage Aagesen peget på, at Danmarks Statistik ved en række tællinger i det 20. århundrede ikke har udskilt købstædernes landdistrikter.

## De ved forstadsudviklingen medvirkende forhold
Det ligger i sagens natur, at forstæder er uens og kan udvikle sig meget uens. Årsagerne hertil er flere:
- for det første beror forstadsdannelsen på størrelsen af det areal, en købstad har til rådighed at vokse (udvikle sig) på. Alt andet lige gælder det, at jo større, købstadens egne jorder er, desto mindre (behov for) forstadsudvikling og omvendt;
- for det andet beror forstadsudviklingen på købstadens trivsel forstået som evnen til at tilbyde befolkning sysselsætning. Igennem det meste af det 20. århundrede udgjorde industri den betydeligste forudsætning herfor. Jo flere og jo større industrier, købstaden (og dens forstæder) havde, desto flere arbejdssøgende (og heraf en del bosatte i forstæder). Også oplandstjenester, handel og offentlige embedsvirksomhed spillede en rolle for storstadens trivsel;
- for det tredje spillede forstædernes grænseflade til købstadens grænse alt andet lige en rolle: jo større grænseflade, desto større mulighed for forstadsudvikling;
- for det fjerde spillede færdselsforholdene en rolle: større udfaldsveje blev ofte genstand for den tidligste forstadsdannelse. Men også forløbet af sporveje og jernbanelinjer med stoppesteder virkede fremmende på muligheden for pendling og dermed muligheden for forstadsdannelse;
- for det femte spillede landskabelige forhold en rolle: tiltrækkende landskaber som strand, sø eller skov virkede ofte mere dragende på befolkningen end steder uden sådanne værdier.[20] Ligeledes måtte det spille ind, om jordens egnede sig til byggeri, eller om der var knyttet problemer for byggemulighederne fx bakkede eller vandlidende områder;
- for det sjette spillede ejendomsforhold en rolle. Hvis ejeren havde interesse i bebyggelsesudvikling, nød denne fremme. Omvendt kunne en modvillig ejer forhindre byggeri af fx gode landbrugsjorder og områder egnede til råstofudvinding;
- for det syvende spillede politisk-administrative forhold en rolle dels skattehensyn[21], dels i form af byplanlægning, dels i form af indlemmelser af (som regel) gamle forstadsområder, der ved indlemmelsen gled ud af forstædernes rækker.

## Forløbet
Størrelsesmæssigt (talmæssigt og med hensyn til hastighed) synes forstadsudviklingen overvejende at have gennemgået visse trin:
- forstadsudviklingen synes ofte startet som en mindre byspredning over købstadsgrænsen i tilknytning til en af byens udfaldsveje, undertiden i tilknytning til en stedlig virksomhed, måske som en satellitby, der siden opsluges under fortsat bebyggelsesspredning;[23]
- på et tidspunkt bliver købstadens egne udviklingsmuligheder begrænsede, og fortsat byudvikling henvises nu i stigende grad til dens forstæder;
- til sidst er købstadens egne udviklingsmuligheder udtømte, og byvæksten er nu ganske henvist til forstæderne.[24] I forbindelse med en vis udtynding af byens udnyttelse kan dennes befolkningstal tilmed begynde at falde og/eller virksomheder flytter ud til forstæder for at få bedre udviklingsvilkår og/eller færdselsforbindelser;
- med tiden vil de tidligste forstæder lide samme skæbne som købstaden: deres udviklingsmuligheder er udtømte og indbyggertallet kan falde eller virksomheder flytte til mere tiltrækkende steder.[25][26] Visse forstæder kan til fremme for egen udvikling eksempelvis tilbyde egne boligudviklingsområder, butikscentre, industriområder med mere;
- langt oftere bliver forstadsdannelser imidlertid indlemmet i købstaden ved politisk-administrativ beslutning. I visse tilfælde er der forud for sådanne indlemmelser sket større grundopkøb ved købstaden i omegnskommunen for derved at gøre indlemmelsen begrundet.

Det siger sig selv, at ikke enhver forstad i alle henseender har gennemgået de oven for nævnte udviklingstrin, idet købstæder ikke altid har haft den fornødne trivsel.
Det bør ligeledes nævnes, at forstadsdannelsen ikke nødvendigvis altid er særligt sammenhængende. Ofte kan den være sket med flere "kerner" og af flere årsager, der så med tiden i kraft af bebyggelsesspredning skaber en mere eller mindre udtalt forbindelse. Men man har ofte omkring, især større, købstæder kunnet finde dels egentlige, sammenhængende forstæder, dels større eller mindre husgrupper beliggende midt i mere eller mindre udtalt åbent land. Det har været en af byplanlægningens hovedopgaver at rode bod på sådanne tilfældige og landskabsforødende tilstande.

## Forstadsudviklingens omfang og betydning
Forstadsudviklingen var – ud over at være en statistisk nødløsning på en praktisk problem – tillige udtryk for det, der udgjorde det fremherskende udviklingstræk ved urbaniseringen nemlig byudviklingen i tilknytning til de gamle købstæder. Et indtryk af dette omfang fås ved at sætte indbyggertallene i forstæder i forhold til de samlede bysamfund (købstæder og forstæder) og i forhold til landets samlede indbyggertal. Dette giver følgende andele (udvalgte år):
| År   | Forstæder af K+F | Forstæder af LSI | År   | Forstæder af K+F | Forstæder af LSI |
| ---- | ---------------- | ---------------- | ---- | ---------------- | ---------------- |
| 1801 | 0,81%            | 0,17%            | 1906 | 12,83%           | 5,30%            |
| 1840 | 0,98%            | 0,20%            | 1911 | 14,75%           | 6,38%            |
| 1860 | 3,44%            | 0,82%            | 1916 | 15,09%           | 6,74%            |
| 1870 | 5.11%            | 1,31%            | 1921 | 15,14%           | 6,94%            |
| 1880 | 6,57%            | 1,94%            | 1925 | 16,43%           | 7,66%            |
| 1890 | 7,06%            | 2,48%            | 1930 | 17,62%           | 8,48%            |
| 1901 | 10,43%           | 4,07%            | 1955 | 16,33%           | 9,43%            |

K+F: købstæder og forstæder samlet
LSI: landets samlede indbyggertal
Til trods for jævnlige indlemmelser af forstæder i købstæder voksede forstædernes bosatte befolkning i de større bysamfund til at udgøre en sjettedel af de samlede større bysamfund og henved en tiendedel af landets samlede befolkning.

## Forstæder og deres rolle
Ved siden af betydningen som boligområde fik forstæder betydning for forretningsliv, offentlige tjenester og industri.

### Forstæder og oplandstjenester
Indtil omkring 1960 var forstæderne i almindelighed langt ringere forsynede med butikker, tjenester og offentlig service end andre tætbyggede bebyggelser. Forklaringen herpå var, at forstædernes indbyggere i vid udstrækning søgte sådanne ydelser i købstædernes bymidter, eller med andre ord: forstæderne udgjorde en del af købstædernes handelsoplande. Undtagelser herfra var sådanne steder, som i begyndelsen af det 20. århundrede havde karakter af selvstændige byer, der senere blev opslugte af den fremadskridende vækst i bebyggelsen (eksempelvis Kongens Lyngby og Hørsholm).
Forholdene ændrededes for alvor efter 1960 med fremkomsten af planlagte butikscentre. De første moderne butikscentre blev byggede i Rødovre vest for København og Espergærde syd for Helsingør. Det viste sig hurtigt, at butikcentre ikke blot kunne konkurrere med købstadens bykerne men tillige skabe sig et eget opland omfattende områder også uden for de egentlige forstæder. Sådanne butikscentre blev ofte lagt midt i et forstadsområde (og ikke sjældent nær ved en station) for at sikre god tilgængelighed for forstadens indbyggere.
Ligeledes blev forstæderne forsynede med børnehaver, folkeskoler og lignende, når de havde nået en størrelse, der gav grundlag herfor. I mange sognekommuner udgjorde forstaden kommunens største befolkningssamling, og blev derfor tillige sæde for kommunalbestyrelse, for kommunalt bibliotek, for offentlige forsyningsværker (vandværk, gasværk, elektricitetsværk og lignende) og for andre offentlige tjenester.

### Forstæder og industri
Oprindeligt forsøgtes industri lagt inden for købstadens grænser, om muligt ved havn og/eller jernbane. Snart fandt industri tillige vej til forstæderne, ikke mindst omkring København, og allerede omkring 1870 fandtes adskillige industrier i de københavnske forstadsområder Frederiksberg, Gentofte, Hvidovre, Brønshøj og på Amager foruden fjernere steder som Kongens Lyngby og Søllerød. Senere udlagdes større, samlede industrikvarterer i forstadskommuner, således i Gladsaxe i 1930-erne og i Herstedøster i 1960-erne. Fra mellemkrigstiden og fremefter skete en stigende udflytning til de storkøbenhavnske forstæder (forstadskommuner), hvor samlede industrikvarterer voksede frem, ikke mindst i tilknytning til først "godsbaneringen", senere ringveje. En lignende, omend mindre omfattende, udvikling skete for andre købstæder.

### Forstæder ogpendling
Allerede ved de tidligste undersøgelser af sammenhængen mellem befolkningens bopæl og sysselsætningssted viste det sig, at folk i forstadsområder for en stor dels – ofte flertallets – vedkommende var sysselsat i den købstad, som forstaden lå i tilknytning til. Disse forhold er ikke mindst undersøgt for hovedstadens vedkommende. Således kunne det i forbindelse med folketællingen 1911 konstateres, at af i alt 107.595 sysselsatte i København boede kun 93.130 i selve København, mens 12.587 kom fra Frederiksberg og 1878 fra Gentofte. Af Frederiksbergs 20.780 indbyggere var således mere end halvdelen (60,6%) sysselsat i København, 8.037 på Frederiksberg, 96 i Gentofte og 60 i andre omegnskommuner. Af Gentoftes 3.230 indbyggere var ligeledes over halvdelen (58,1%) sysselsat i København, 1.230 i hjemkommunen, 85 på Frederiksberg og 37 i andre omegnskommuner. Pendlingen fra de to forstæder var entydigt til København.
Senere undersøgelser, i 1928, 1942, 1948 og 1957 viste, at ikke blot Frederiksberg og Gentofte men tillige de fjernere kommuner – Ballerup-Måløv, Birkerød, Brøndbyerne, Dragør, Farum, Gladsaxe, Glostrup, Herlev, Herstederne, Hvidovre, Hørsholm, Lyngby-Tårbæk, Rødovre, Store Magleby, Søllerød, Tårnby, Vallensbæk og Værløse – blev inddraget i såvel den voksende forstadsudvikling som den i tilknytning hertil voksende arbejdspendling. Denne udvikling hang blandt andet sammen med samfærdselsmidlerne, idet folk inden for en times rejsetid er rede til at rejse til en arbejdsplads, der ligger i endog store afstande fra hjemmet.

## Fra forstad til bydel
Ved kommunalreformen i 1970 ophævedes sondringen mellem købstadskommuner og landkommuner. Således har ingen af de 81 købstæder i dag nogen særstilling, og betegnelserne "forstad" og "købstad" er nu kun en historisk titel.
Til illustration af den ny situation kan nævnes forholdene i Helsingør Kommune: Ved kommunesammenlægningen i 1970 blev Helsingør Købstadskommune og Tikøb Sognekommune lagt sammen. Med tiden blev der bygget nøjagtigt så meget, at Helsingør købstad, Snekkersten og Espergærde (i statistisk henseende) er sammensmeltede til et byområde med 46.101 indbyggere. Heraf boede i 2009 inden for den gamle købstadskommunes grænser 28.650 indbyggere svarende til 62,1% af det samlede indbyggertal, i Espergærde ca. 11.524 indbyggere svarende til 25,0% af det samlede indbyggertal og resten i Snekkersten: ca. 5.900 indbyggere svarende til 12,9% af det samlede indbyggertal eller i alt mere end en tredjedel uden for den gamle købstads grænse. Både Espergærde og Snekkersten har egne butikscentre, Espergærde tillige store industriområder. Mens Snekkersten er vokset helt sammen med Helsingør, er det kun en enkelt strimmel land langs Strandvejen, der forener Espergærde med den gamle købstad; et stort skovområde, Egebæksvang, og et fredet landbrugsområde omkring Flynderupgård holder Espergærde adskilt fra den gamle købstad. Snekkersten er blevet en integreret bydel i Helsingør, mens Espergærde er forblevet et næsten selvstændigt byområde.

## Forstadsproblematikken i byplanmæssig og politisk-økonomisk sammenhæng
I Danmark udgjorde den voldsomme forstadsudvikling frem til kommunalreformen i 1970 et stort problem i mange henseender, ikke mindst byplanmæssigt, økonomisk og politisk.

### Byplanlægning og forstæder
I byplanmæssig henseende var det forud for kommunalreformen et problem, når byudviklingen i et forstadsområde skete uden den fornødne samordning med byudviklingen i købstaden og byudviklingen i andre forstadsområder. Mange emner i tilknytning til byudvikling vil kunne løses bedre ved en sådan samordning. Dette gælder tekniske anlæg (vandforsyning, kloakering med videre), vejnet og offentlig samfærdsel (jernbaneforbindelser, troljebus- og sporvognslinjer, rutebil- og busforbindelser og lignende), sikring af parker og andre friarealer for de bosatte, idet erfaringen har vist at nærheden til sådanne har stor indflydelse på levevilkår og ejendomspriser, men desuden samordning af offentlige byggerier (børnehaver, skoler, gymnasier, sygehuse, biblioteker med mere), idet sådanne mere økonomisk vil kunne bygges ved sammenpasning af købstads og forstads behov.
Denne erkendelse førte da også til, at man i Danmark forholdsvis tidligt bestræbte sig på at lave sammenpassede planer for købstæder og fremvoksende forstæder. Således blev der allerede i 1890-erne lavet et byplanforslag ved Charles Ambt og Hack Kampmann for Marselisborg jorder ved Århus, da Århus kommune havde købt dette område med henblik på fremtidig byudvikling, og ligeledes blev der i 1908 afholdt en byplankonkurrence for de områder, som få år tidligere var blevet indlemmet i Københavns kommune. Usædvanligt fremsynet var man med udarbejdelsen af forslag til en samlet parkpolitik for Københavnsegnen allerede i 1936, ved projekter for sammenhængende vejnet i og omkring hovedstaden og senere med den verdenskendte "Fingerplan" i 1947. Disse tidlige tiltag blev lovgivningsmæssigt fulgt op med byreguleringsloven af 23 april 1949, der skulle føre til nedsættelsen af med tiden stadig flere såkaldte "byudviklingsplaner", allerede 1951 for hovedstadsområdet (senere revideret flere gange), i 1954 fulgte den såkaldte "Egnsplan for Storårhus", og frem til 1965 nåede antallet af byudviklingsområder op på 36, omfattende mere end halvdelen af landets samlede befolkning og henved en tredjedel af det samlede landområde. Foruden disse lovgivningsbetingede tiltag var der adskillige frivillige egns- og regionplantiltag, således en samlet egnsplan for Bornholm 1959, forslag om en "trekantsby" omfattende Vejle, Fredericia og Kolding i 1962, en samlet plan for Vestsjælland i 1963, en samlet plan for Nordjylland 1963, en ny og langt mere omfattende egnsplan for Århus i 1966, hvortil kom en plan for en Øresundsby i 1959 (omfattende både Sjælland og Skåne). Fraset byudviklingsplanerne fik de fleste af disse planer dog ingen betydning i samtiden.

### Skattely-problemstillingen
Den socialt-økonomiske opsplitning af storbyernes befolkning, som forstadsdannelserne bibragte som en bivirkning, indebar, at folk bosatte i en kommune måtte bære langt større kommunale skattebyrder end folk bosatte i en anden kommune. Der fremkom derved tillige en voksende økonomisk interesse for den enkelte i at være bosat i en kommune med lave kommunale skatter og i at kunne fastholde en sådan skattebegunstiget stilling. Forholdet gjorde sig især gældende mellem Københavns kommune på den ene side, Frederiksberg og Gentofte kommuner på den anden, men tillige mellem blandt andet Aalborg og Hasseris kommuner, Odense og Paarup kommuner, Svendborg og Tranderup kommuner. Ikke mindst sådanne uligheder i skattebyrden bevirkede, ved siden af andre (fx planlægningsmæssige og tekniske forsyningsanlægsmæssige) interesser, et ønske fra købstadskommuner om at kunne indlemme mere eller mindre udprægede forstadskommuner, hvis indbyggere nød godt af købstadskommunens arbejdspladser og tjenester og samtidig undgik at hjælpe til med at løse de sociale byrder, som købstadskommunen måtte bære.

### Indlemmelsesspørgsmålet
Allerede så tidligt som i 1850-erne havde rigsdagen overvejet muligheden for, at forstæder burde sammenlægges med den købstad, de var sammenbyggede med. Da de tidligste forstadsdannelser (Frederiksberg og Nørresundby) og en række bymæssige bebyggelser begyndte at udvikle sig, valgte man i stedet at give dem begrænsede bemyndigelser modsvarende købstædernes under navn af "handelspladser". Men allerede samtiden indså, at det måtte være betænkeligt "således at lægge to købstæder op ad hinanden". De daværende bestemmelser forudså kun mulighed for sammenlægning ved lov i hvert enkelt tilfælde eller ved enighed mellem de berørte kommuner og samtlige grundejere i det indlemmede område.
Indlemmelsesspørgsmålet blev taget op igen af Købstadskommissionen af 1870, der var blevet nedsat for at undersøge og overveje på hvilken måde, der kunne rådes bod på det tilbageslag for købstædernes handel og håndværk, som næringsfrihedens indførelse formodedes at have bevirket. Købstadskommissionen stillede blandt andet forslag om, at der skulle tilvejebringes hjemmel til ad administrativ vej foretage indlemmelser af "Landgrunde eller Landdistrikter, som omsluttes af eller støde umiddelbart op til en Kjøbstad, samt til for Regeringen at tilstå sådanne Undtagelser og Lempelser i de for Kjøbstaden gældende Regler, som måtte være fornødne i Anledning af Indlemmelsen". Efter kommissionens forslag skulle indlemmelse kunne ske ved enighed mellem vedkommende byråd, sogneråd samt en del af ejerne af de af indlemmelsen berørte grunde, men i lov af 17. maj 1873 om landdistrikters indlemmelse i købstæderne blev det bestemt, at indlemmelse kunne ske, hvis blot to af de tre omtalte parter var enige heri. Med hjemmel i denne lov blev der i de følgende år foretaget indlemmelser af arealer i landkommuner i købstæder, men loven medførte kun i begrænset omfang indlemmelse af bymæssigt bebyggede arealer.
Ved folketællingen i 1916 foretoges for første gang en fyldestgørende opgørelse over forstadsudviklingens omfang, og det viste sig da, at der var 78 forstadsbebyggelser med i alt omkring 95.000 indbyggere svarende til en sjettedel af købstædernes samlede folketal. Det var derfor ikke at undre, at spørgsmålet om ændringer i bestemmelserne om indlemmelser blev taget op af en i 1915 nedsat kommission, der skulle stille forslag til ændringer i loven af 1873. Kommissionens forslag dannede grundlag for lov nr. 379 af 28. juni 1920 om indlemmelse i købstæder af arealer af sognekommuner m.v., der i §5 blandt andet indeholdt en bestemmelse om, at der efter begæring fra vedkommende byråd, sogneråd eller en vis del af grundejerne skulle kunne foretages indlemmelse i en købstad af de til købstaden umiddelbart grænsende bymæssigt bebyggede arealer af en sognekommune, "når arealernes beboere ved deres virksomhed er nøje knyttede til købstaden, og indlemmelsen skønnes nødvendig eller særdeles ønskelig af hensyn til købstadens, sognekommunens eller vedkommende landareals økonomiske udvikling eller af hensyn til den tilbørlige udvikling af forsørgelsesvæsenet, skolevæsen, sundhedsvæsen, brandvæsen, belysningsvæsen, bygningsvæsen, afløbsforhold, færdselsforhold eller lignende foranstaltninger af almen social eller økonomisk betydning eller når byen nærliggende areals beboere nyder andel i købstadens goder, medens skattebyrden er væsentlig ringere end i købstaden, således at arealet virker som skattely for købstaden". Lempelserne i indlemmelsesbetingelserne bevirkede imidlertid ikke, at forstadsspørgsmålet blev af mindre betydning til trods for de talrige indlemmelser, der trods alt skete.
Den samfundsmæssige udvikling, herunder samfærdselsmidlernes forbedring, bevirkede under påvirkning fra udlandet, at rækkehus- og havebybebyggelser voksede frem. I disse tilstræbtes beliggenhed i frie omgivelser, hvilket betød beliggenhed i nogen afstand fra købstaden og da ofte i nærliggende sognekommuner. Den stigende brug af cykler og motorkøretøjer fremmede udviklingen og bevirkede, at købstæderne i stigende grad anså også sådanne velafgrænsede bebyggelser, der ikke lå i umiddelbar tilknytning til købstaden, som hørende til storbyens samlede bylegeme.
Loven af 1920 blev siden afløst af landkommunalloven af 1933.
Ved lov nr. 181 af 20. maj 1952 om de københavnske omegnskommuners styrelse var udviklingen nået dertil, at man i virkeligheden havde opgivet at sammenlægge hele det københavnske storbyområde i een kommune og i stedet fandt det hensigtsmæssigt efter behov at kunne indføre de samme styrelsesmidler for disse forstadskommuner, som fandt anvendelse på købstæder.
En endelig løsning blev først skabt ved kommunalreformen i 1970, hvor købstadskommuner og omgivende sognekommuner - og dermed tillige købstædernes forstæder - blev sammenlagte, og det administrative skel mellem købstæder og forstæder forsvandt.

## Fodnoter
1. ↑  Christianshavn udgjorde en af Københavns ældste forstæder, men fik stadsrettigheder. Andre forstæder (ved søerne uden for demarkationslinjen) kunne og skulle nedrives ved krig.